# Günter von Nordenskjöld
Günter von Nordenskjöld (* 3. Februar 1910 in Birkholz, Mark Brandenburg; † 13. März 1997 in Sulingen) war ein deutscher Agrarwissenschaftler und Politiker (CDU).

## Leben
Seine frühen Vorfahren stammten ursprünglich aus Schweden und wurden 1894 auch in den preußischen Adelsstand aufgenommen. Die Eltern waren der Gutsbesitzer Franz von Nordenskjöld (1862–1922) und Hildegard Pietsch aus Pottlitz Krs. Flatow. Die Eltern heirateten 1906 in Lehnin. Der Gutsbesitz umfasste das Rittergut Birkholz bei Wendisch Buchholz, seit 1937 Märkisch Buchholz. Günter von Nordenskjöld hatte mehrere Brüder. Sein ältester Bruder Friedrich-Franz von Nordenskjöld (1907–1982) war u. a. Oberstleutnant im Generalstab. Sein Bruder Horst von Nordenskjöld wurde Arzt. Sein Cousin Erik von Nordenskjöld wurde Konzertsänger und Schriftsteller, der Cousin Axel von Nordenskjöld war Kavallerie-Offizier und Träger des Blutordens der NSDAP, sein Cousin Erland von Nordenskjöld war Rechtsanwalt. 
Nach dem Besuch der Volksschule und dem Abitur 1928 am Humanistischen Gymnasium in Cottbus arbeitete Nordenskjöld, zunächst in landwirtschaftlichen Betrieben in der Niederlausitz und der Neumark. Er nahm 1930 ein Studium der Landwirtschaft in Halle (Saale) auf, das er 1934 mit dem Diplom-Examen und der Promotion zum Dr. sc. nat. beendete. Anschließend war er als Beratungsleiter im Landkreis Teltow und beim Reichskuratorium für Technik und Landwirtschaft in Oldenburg tätig, bis er 1937 die Leitung der Landbauaußenstelle in Cottbus übernahm. Am 7. Oktober 1937 beantragte er die Aufnahme in die NSDAP und wurde rückwirkend zum 1. Mai desselben Jahres aufgenommen (Mitgliedsnummer 5.716.842). Von 1939 bis 1945 nahm er als Soldat am Zweiten Weltkrieg teil, zuletzt als Oberleutnant und Batteriechef.
Nach dem Kriegsende war Nordenskjöld zunächst als Beauftragter für das Wohnungs- und Flüchtlingswesen im Landkreis Lüneburg tätig. Er wurde 1946 Leiter der Landbauaußenstelle Sulingen der Landwirtschaftskammer Hannover; seit 1964 in der Stellung eines Oberlandwirtschaftsrates. Von 1955 bis 1968 war er Mitglied des Bundesausschusses zur Verbesserung der Agrarstruktur beim Bundesministerium für Ernährung, Landwirtschaft und Forsten.
Nordenskjöld trat 1958 in die CDU ein und wurde später zum Schatzmeister des CDU-Kreisverbandes Grafschaft Diepholz gewählt. Von 1965 bis 1972 war er Mitglied des Deutschen Bundestages als direkt gewählter Abgeordneter des Wahlkreises Nienburg.
Als in der Bundestagssitzung am 20. Oktober 1971 die Verleihung des Friedensnobelpreises an Bundeskanzler Willy Brandt bekanntgegeben wurde, war Nordenskjöld einer von drei Abgeordneten der CDU/CSU-Fraktion, die dem Bundeskanzler stehend applaudierten, während die übrigen Oppositionsabgeordneten überwiegend sitzenblieben.
Das kinderlos gebliebene Ehepaar Ilse und Günter von Nordenskjöld nahm im Jahre 1950 ihren Neffen Knut Teske an Kindesstatt auf.

## Ehrungen
- 1969: Verdienstkreuz 1. Klasse der Bundesrepublik Deutschland
- 1973: Großes Verdienstkreuz der Bundesrepublik Deutschland[6]
- Goldene Ehrennadel durch die Schutzgemeinschaft Deutscher Wald

## Sonstiges
Nordenskjöld war Mitglied der Corps Teutonia Halle und Saxonia Frankfurt am Main (später Konstanz).
Er engagierte sich als Vorstandsmitglied der Diepholzer Kreisjägerschaft, war von 1976 bis 1988 Mitglied und Vorsitzender des Kreis-Kirchentages und von 1972 bis 1981 als Beigeordneter im Sulinger Stadtrat.